# Liste der Stadttore und Stadttürme der Stuttgarter Stadtbefestigung
Dies ist eine Liste der Stadttore und Stadttürme der Stuttgarter Stadtbefestigung.

## Ansichten und Karten

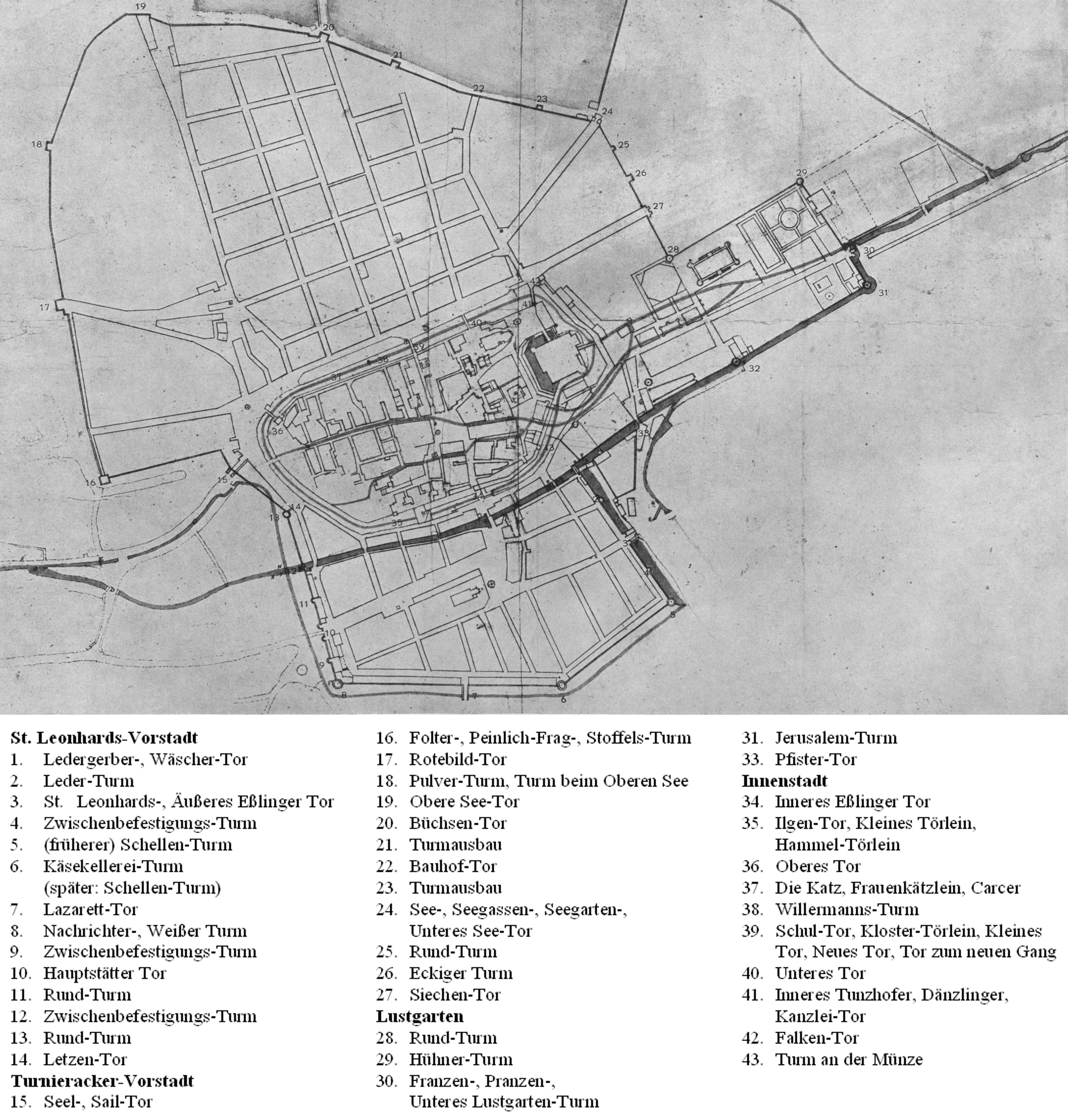
Plan Stuttgarts 1652 mit nummerierten Toren und Türmen durch Gustav Wais.

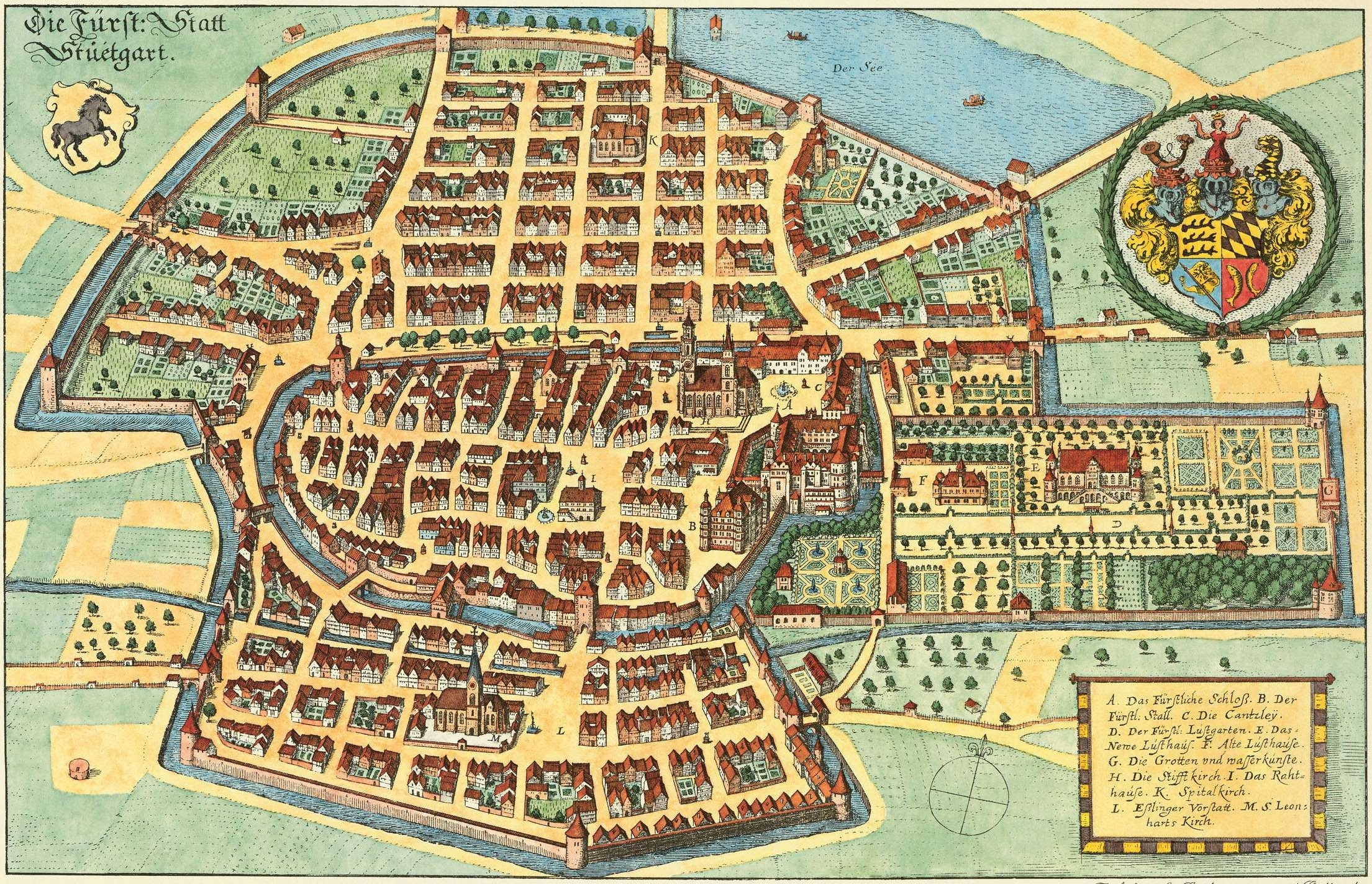
Merians Stuttgart-Ansicht 1634
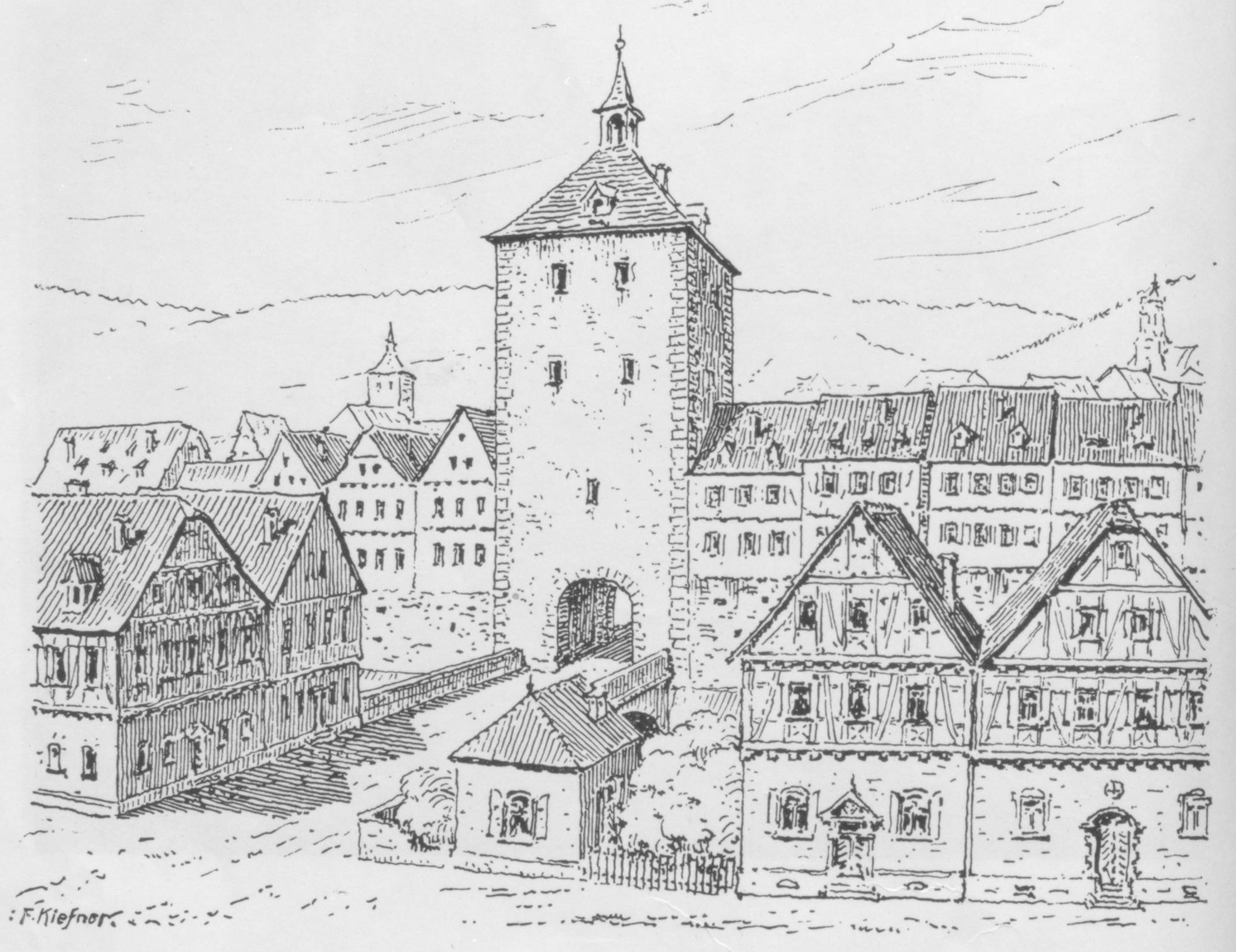
Inneres Esslinger Tor, ältestes Stadttor Stuttgarts, 1638
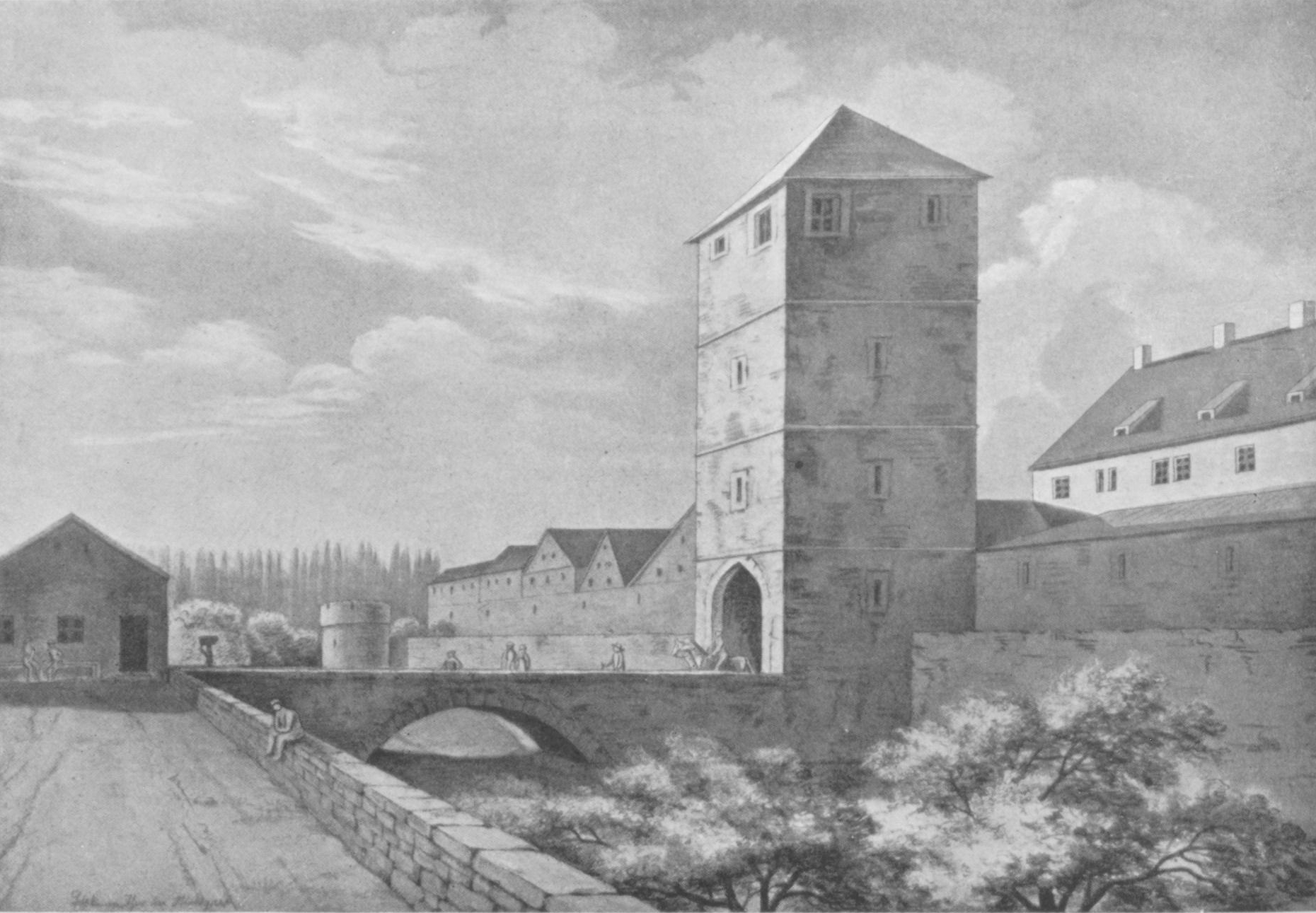
Äußeres Esslinger Tor, um 1800
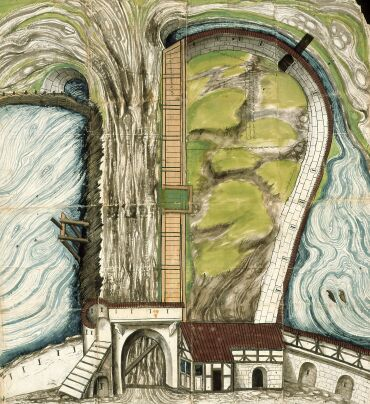
Büchsentor 1566
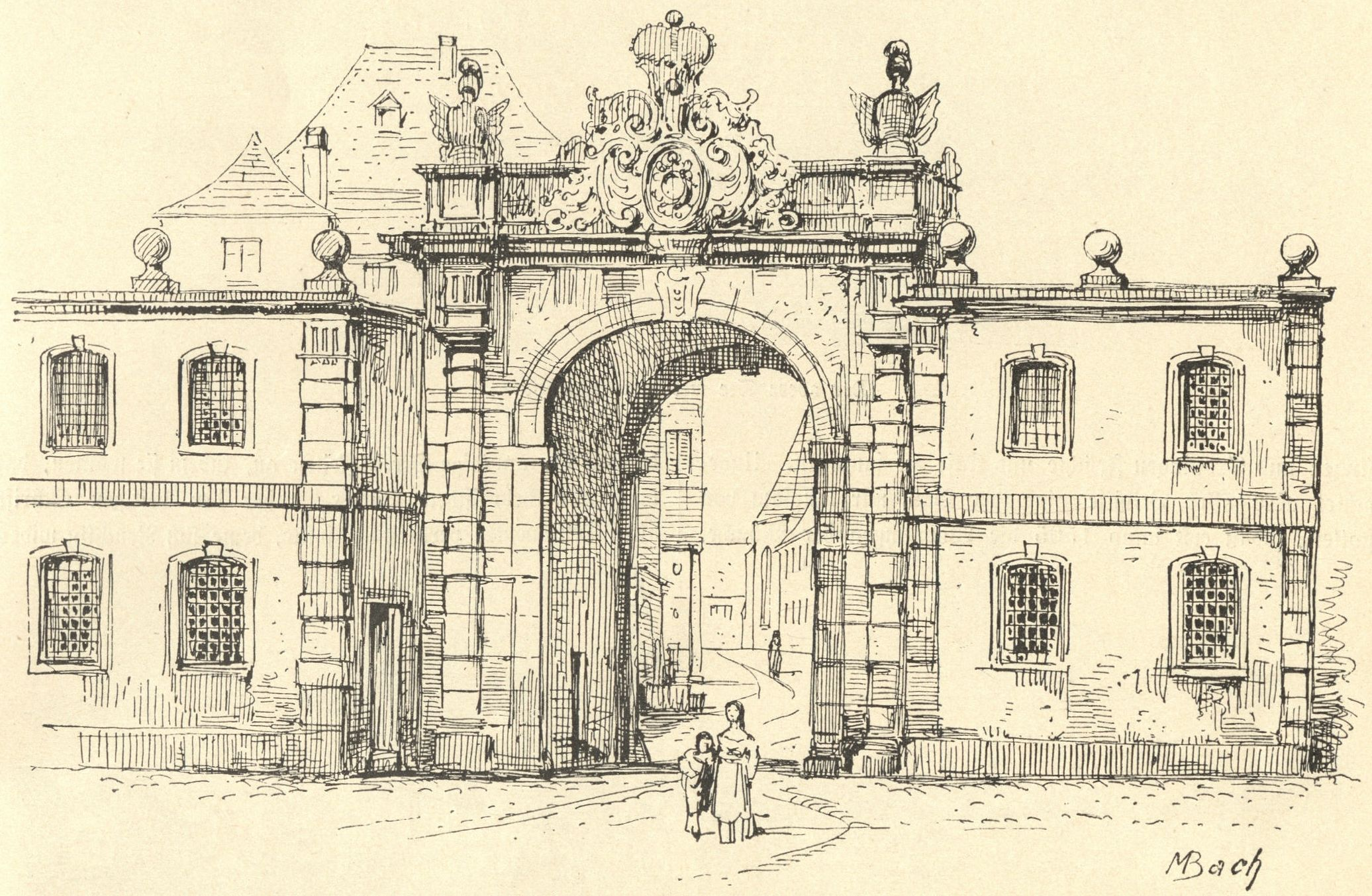
Büchsentor 1855
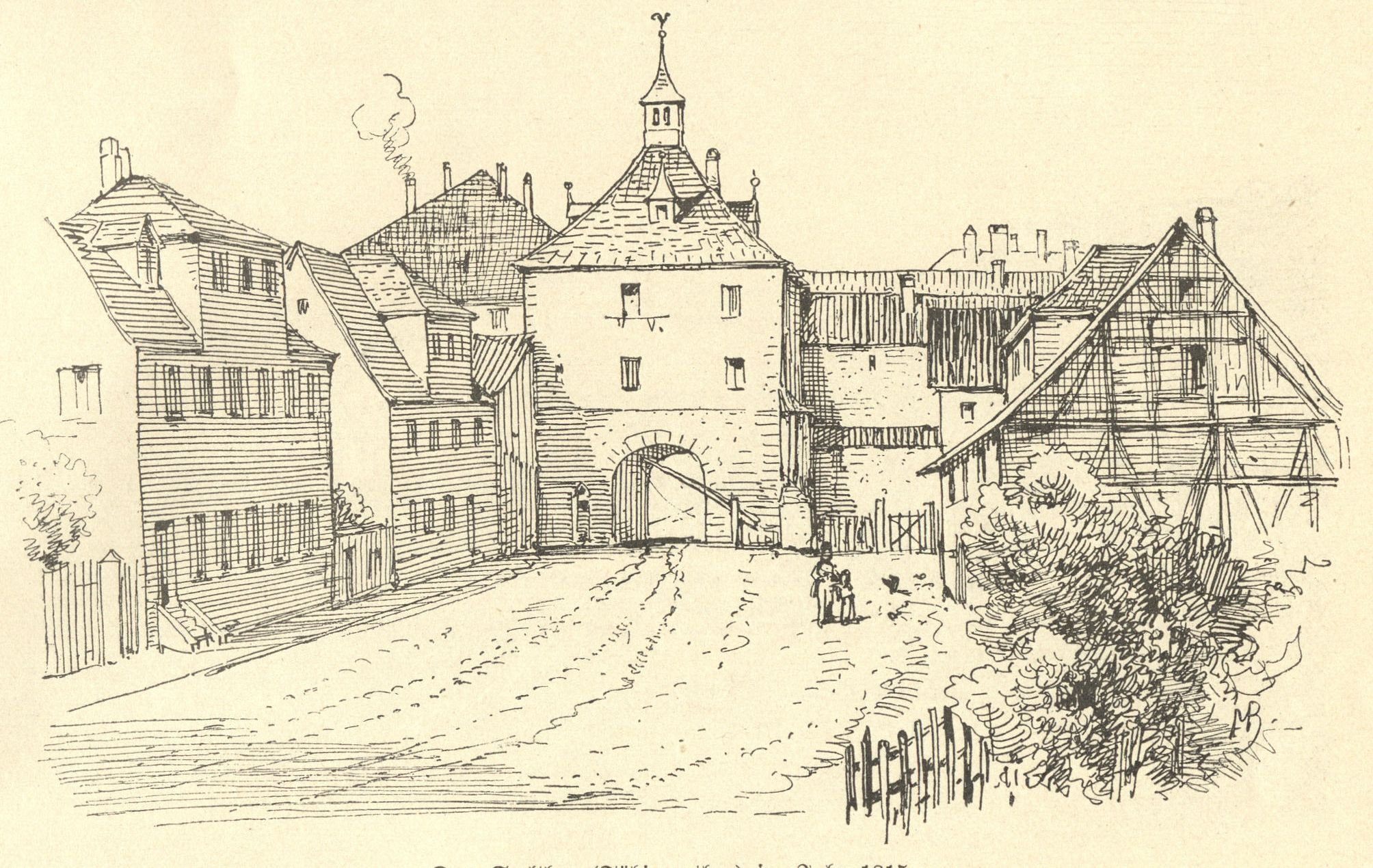
Seeltor 1815
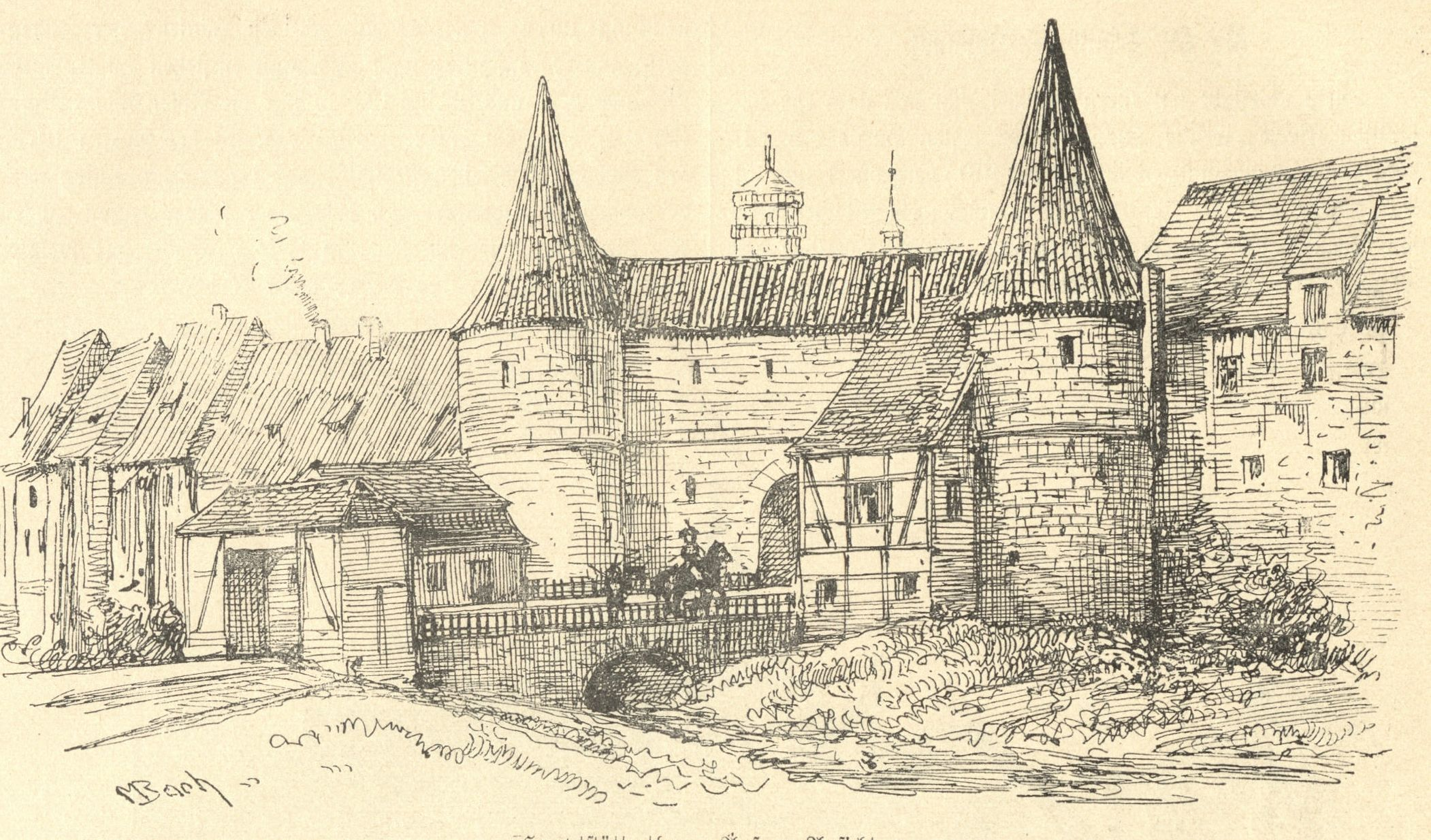
Hauptstätter Tor von außen
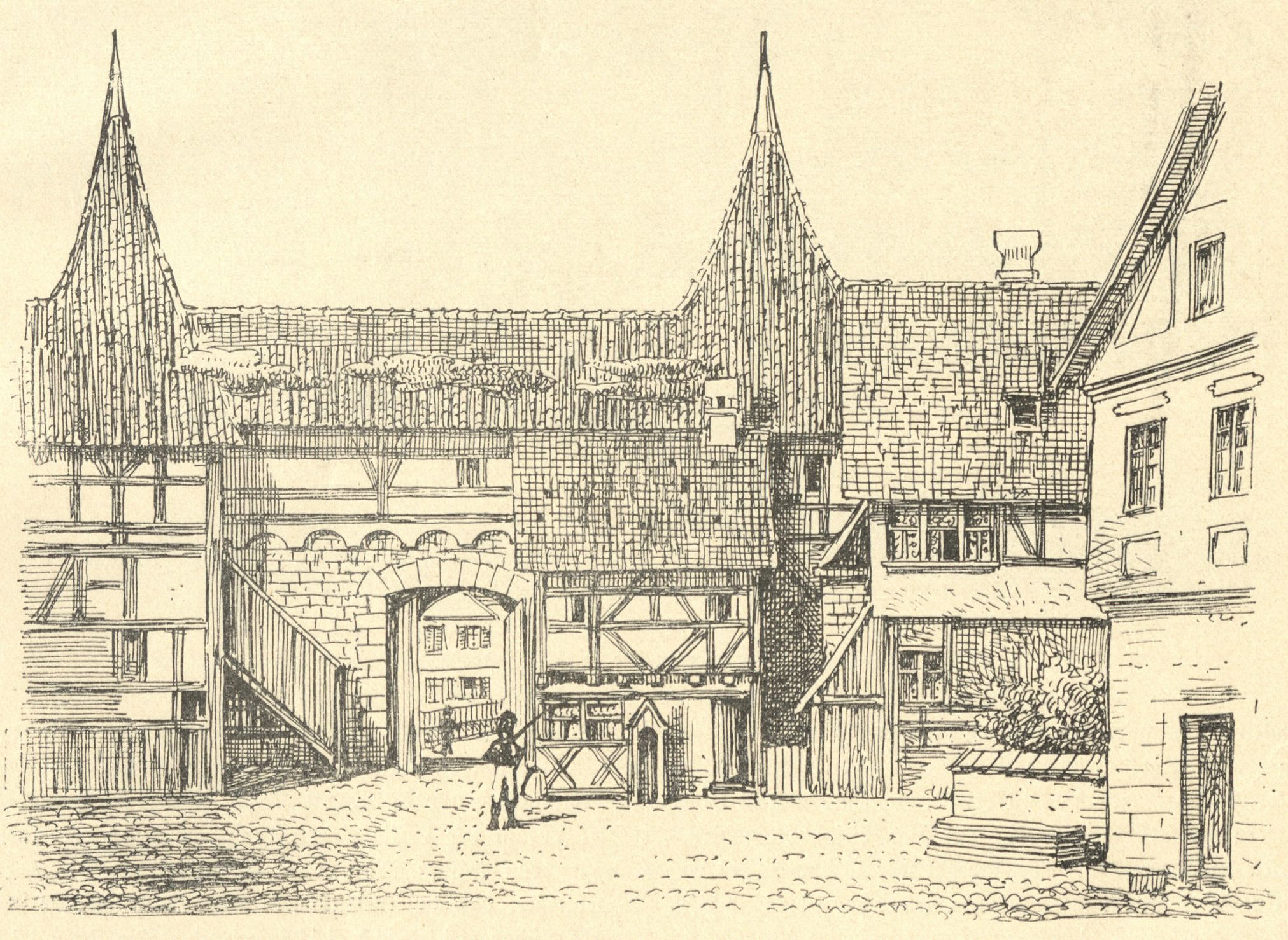
Hauptstätter Tor von innen
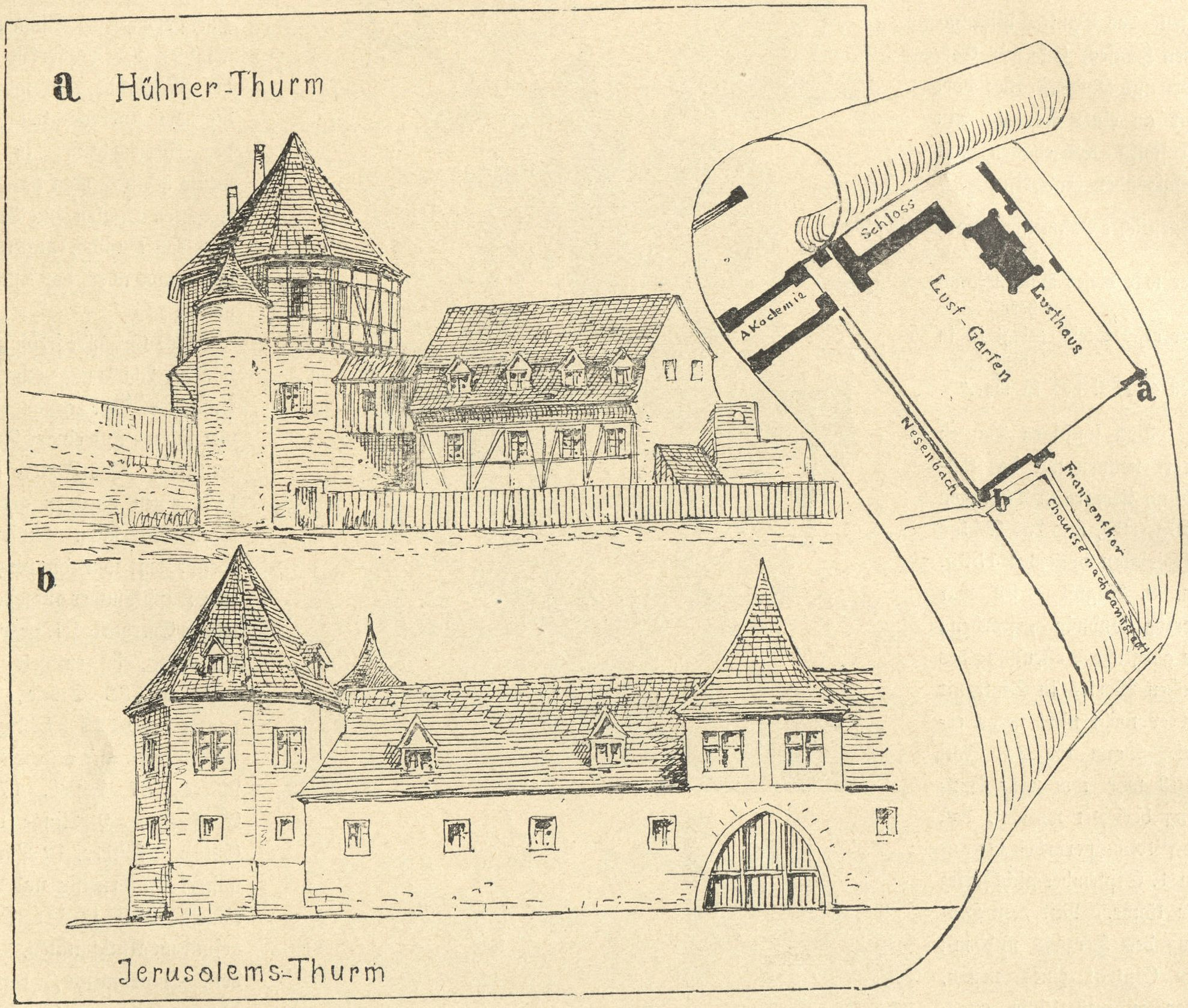
Hühner- und Jerusalems-Turm
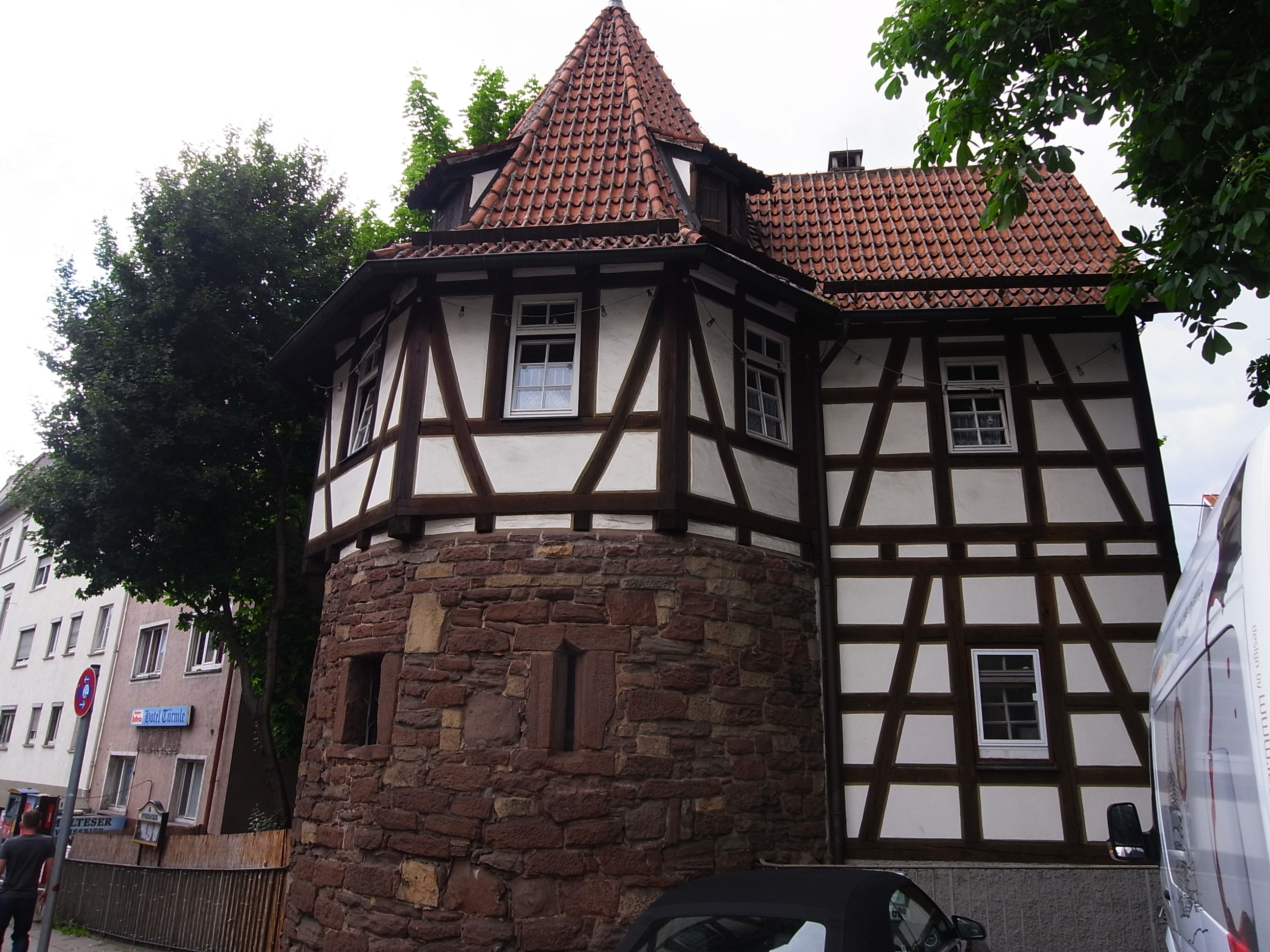
Kastkellereiturm
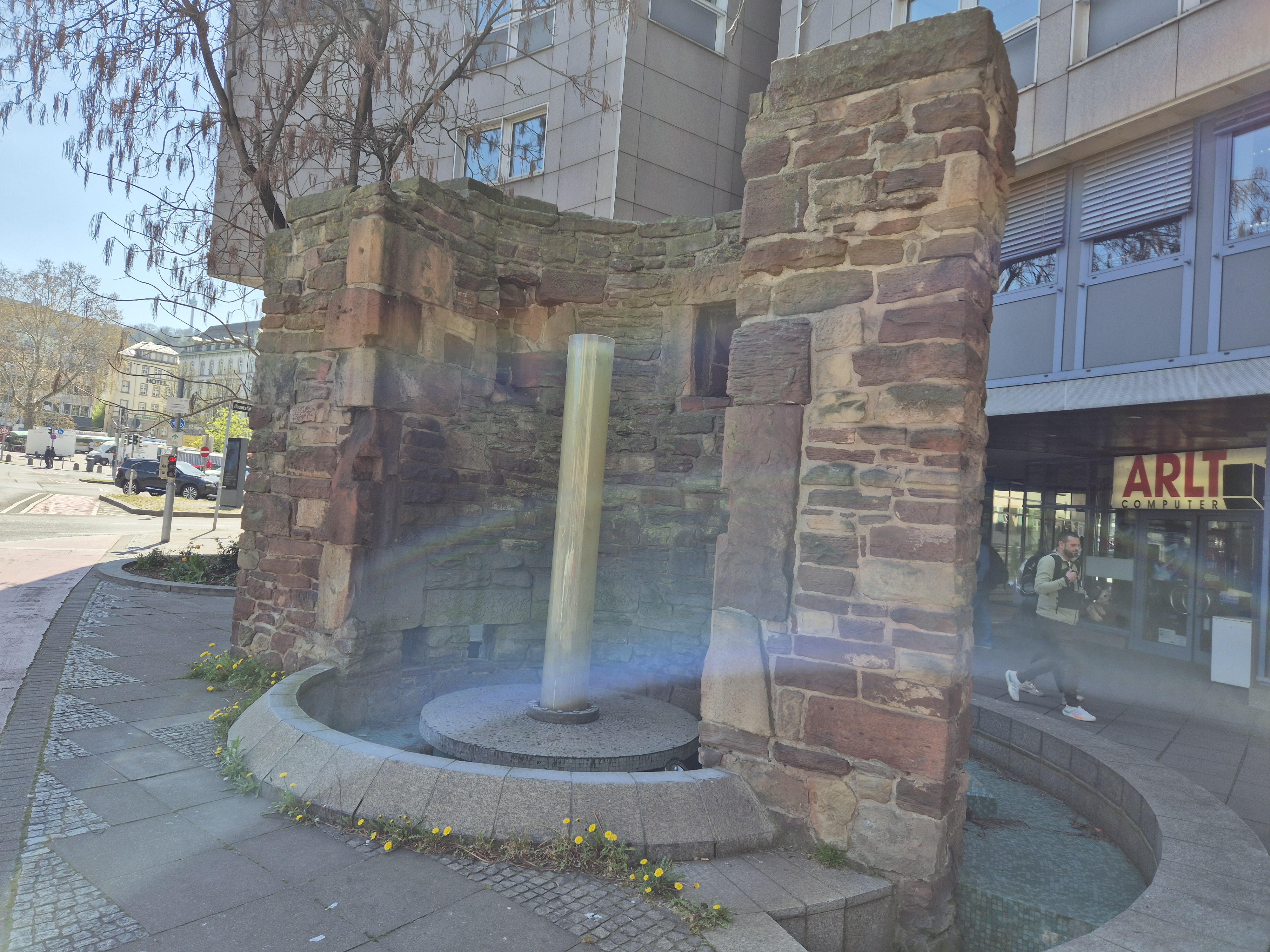
Reste des Rundturms in der Torstraße (11)

## Stadttore
Ab dem Jahr 1600 zählte die Stuttgarter Stadtbefestigung 20 Tore. Graf Eberhard I. hatte die Absicht 12 der bis 1494 vorhandenen Tore mit den Bildnissen der Zwölf Apostel zu schmücken. Bis zu seinem Tod wurde das nur bei dem Siechen- und dem Seegassen-Tor realisiert. Die erste Spalte gibt die Nummerierung in Gustav Wais Alt-Stuttgart, Tafel 38 wider.
| Nr. | Bezeichnung           | Baujahr  | Abriss  | Lage | Anmerkungen |
| --- | --------------------- | -------- | ------- | ---- | --- |
| 1   | Ledergerber-Tor       | 1464     | 1811    |      | Auch Wäscher-Tor. |
| 3   | Äußeres Esslinger Tor | 1448     | 1806    |      | Auch St. Leonhards-Tor. 1518 wurde die eingefallene Brücke beim Tor wiederhergestellt. 1748 wurde es aus Stein neu aufgebaut. |
| 7   | Lazarett-Tor          | 1560     | 1838    |      | |
| 10  | Hauptstätter Tor      | 1448     | 1818    |      | Ab 1811 auch Herrenberger Tor genannt. Ursprünglich aus Holz erbaut, wurde es 1478 von Graf Ulrich V. in Stein ausgeführt, inkl. Name Jahreszahl und Wappen. |
| 14  | Letzen-Tor            | ~1465    |         |      | |
| 15  | Seel-Tor              | vor 1536 | 1818    |      | 1811 in Tübinger Tor umbenannt. |
| 17  | Rotebild-Tor          | 1465     | 1836    |      | Ursprünglich auch Reinspurger Tor, benannt nach der Reinsburg. Das Rotebild-Tor (Rotebühl-Tor) hat seinen Namen von einem vor dem Tor aufgestellten, 1525 noch dort befindlichen rot angestrichenen Heiligenbild. Ab 1811 wurde es in Calwer Tor umbenannt.         |
| 19  | Oberes See-Tor        | 1465     |         |      | Auch Sehe-Tor und See-Tor. |
| 20  | Büchsen-Tor           | 1494     | 1855/56 |      | Auch Buxen-Tor. 1575 wurde das Tor bei der Hochzeit des Herzogs Ludwig in Stein neu gebaut; 1610 mit einem Außentor versehen. 1748 bei der Hochzeit des Herzogs Carl Eugen neu aus Stein errichtet. Die Steine wurden im Fundament der Liederhalle wiederverwendet. |
| 22  | Bauhof-Tor            | 1564     |         |      | Erbaut durch Herzog Christoph. Ab 1569 geschlossen. |
| 24  | Seegassen-Tor         | 1494     | 1810    |      | Auch See-Tor, Seegarten-Tor und Unteres See-Tor. |
| 27  | Siechen-Tor           | 1460     |         |      | Früher auch Äußeres Tunzhofer Tor und ab 1704 auch Ludwigsburger Tor genannt. |
| 33  | Pfister-Tor           | 1577     |         |      | |
| 34  | Inneres Esslinger Tor | 1350     |         |      | |
| 35  | Ilgen-Tor             | 1600     |         |      | Auch Kleines Tor und Hammel-Törlein. |
| 36  | Oberes Tor            | 1393     |         |      | |
| 39  | Schul-Tor             | 1476     |         |      | Auch Kloster-Törlein, Tor zum neuen Gang und Neues Tor. |
| 40  | Unteres Tor           | 1582     |         |      | |
| 41  | Tunzhofer Tor         | 1393     |         |      | Auch Däntzlinger Tor. |
| 42  | Falken-Tor            | 1577     |         |      | |

## Stadttürme
Von den Stadttürmen ist der Schellenturm und Teile eines weiteren Rundturms in der Torstraße erhalten. Der Großteil der Türme wurde im Zuge der Erweiterung der Stadt im 19. Jahrhundert abgerissen.
| Nr | Bezeichnung              | Baujahr | Abriss | Lage                     | Anmerkungen |
| -- | ------------------------ | ------- | ------ | ------------------------ | --- |
| 2  | Lederturm                |         | 1811   |                          | Rundturm. |
| 4  | Zwischenbefestigungsturm |         |        |                          | |
| 5  | Schellenturm             |         | 1811   | Ecke Kanal-/Weberstraße  | Der Turm wurde nach den Schellenwerkern (zum Arbeitsdienst verurteilte Sträflinge mit Schellen an den Kleidern) benannt. |
| 6  | Kastkellereiturm         | 1564    |        | Weberstraße 72           | Rundturm mit polygonalem Fachwerkaufsatz. Früher auch Käsekellerei-Turm. Nach dem Abriss des alten Schellenturms 1811 ging die Bezeichnung Schellenturm auf diesen Turm über.                                                           |
| 8  | Nachrichterturm          | 1451    | 1820   | Wilhelmsplatz 6          | Erbaut aus Steinen der Burg Weißenburg, daher auch Weißer Turm. Vom Nachrichter in seiner Funktion als Abdecker zum Trocknen von Tierfellen genutzt.                                                                                    |
| 9  | Zwischenbefestigungsturm |         |        |                          | |
| 11 | Rundturm                 | 15xx    | 1968   |                          | In der Torstraße existieren Reste des Turms, die 1968 während des Baus der Stadtbahn abgetragen und verlegt wurden. |
| 12 | Zwischenbefestigungsturm |         |        |                          | |
| 13 | Rundturm                 |         |        |                          | |
| 16 | Folterturm               | 1566    | 1870   | Paulinenstraße 30        | Rundturm an einer Ecke der Stadtbefestigung. Erbaut durch Herzog Christoph, daher auch Stoffelsturm. Ehemals massiver viereckiger Turm, der bereits 1821 bis auf das erste Stockwerk abgebrochen war.                                   |
| 18 | Pulverturm               | 1566    | 1818   | Weimarstraße/Hohe Straße | Aufbewahrungsort des Schwarzpulvers. Sollte bereits 1577 wieder abgerissen werden und wurde daher beschossen, hielt dem Beschuss jedoch stand und wurde nach Reparatur dann noch lange Zeit genutzt. Auch Turm beim Oberen See genannt. |
| 21 | Turmausbau               |         |        |                          | |
| 23 | Turmausbau               |         |        |                          | |
| 25 | Rundturm                 |         |        |                          | |
| 26 | Eckiger Turm             |         |        |                          | |
| 28 | Rundturm                 |         |        |                          | |
| 29 | Hühnerturm               | 1638    | 1806   | Schillerstraße           | Benannt nach dem in der Nähe befindlichen herrschaftlichen Geflügelhof. Massiver Rundturm mit Fachwerkaufsatz und angebautem zusätzlichem Treppenturm.                                                                                  |
| 30 | Franzenturm              | 1600    | 1782   | Schillerstraße           | Doppeltürmige Toranlage oberhalb des Eingangs in den Lustgarten. Seinen Namen erhielt der Turm nach einem Torwächter. Auch Pranzen-Turm und Unterer Lustgarten-Turm.                                                                    |
| 31 | Jerusalemturm            | 1589    | 1806   | Schillerstraße           | Polygonaler Eckturm, erhielt seinen Namen durch ein Bild der Stadt Jerusalem, mit dem der Turm ausgemalt war. |
| 38 | Willermanns-Turm         | 1538    | 1832   | Schulstraße              | Der viereckige Turm mit Fachwerkaufsatz war durch einen Gang mit der Stadtvogtei verbunden und diente als Stadtgefängnis bzw. als Gefängnis für die zum Tode verurteilten. Wird seit 1606 als Willermanns-Turm bezeichnet.              |
| 43 | Turm an der Münze        | 1736?   | 1846   | Dorotheenplatz 4         | Der Turm an der Münze war ein Teil der Innenstadtbefestigung und wurde 1846 gemeinsam mit dem alten Münzgebäude abgerissen. |